# Anotogaster sakaii
Anotogaster sakaii là loài chuồn chuồn trong họ Cordulegastridae. Loài này được Zhou mô tả khoa học đầu tiên năm 1988.